# Ixamatus caldera
Ixamatus caldera är en spindelart som beskrevs av Raven 1982. Ixamatus caldera ingår i släktet Ixamatus och familjen Nemesiidae. Inga underarter finns listade i Catalogue of Life.